# نامیرا
نامیرا نام رمانی از صادق کرمیار است که روایتگر واقعه عاشورا است. این کتاب توسط انتشارات نیستان به چاپ رسیده است.

## نویسنده
صادق کرمیار نویسنده و کارگردان ایرانی زاده ۱۳۳۸ در تهران است و اصالتاً از طرف پدری ریشه در روستای ولیان در شهرستان ساوجبلاغ استان البرز و از طرف مادری ریشه در روستای دنبلید طالقان دارد. کرمیار مسئول ویژه نامه «اطلاعات جبهه» در مناطق جنگی در سال‌های ۱۳۶۵ تا ۱۳۶۷ بود و از ۱۳۷۲ تا ۱۳۷۵ مسئولیت صفحه ادبی «جوانه‌های اندیشه» روزنامه اطلاعات و همچنین معاونت سردبیری نشریه سینمایی «مردم و سینما» وابسته به بنیاد سینمایی فارابی را نیز به عهده داشته است. کرمیار با نوشتن رمان‌هایی مانند «نامیرا» و «دشت‌های سوزان» و نیز کارگردانی سریال‌هایی همچون یک روز قبل و خاطرات یک مرد ناتمام شناخته می‌شود. وی که دارای گواهی‌نامه درجه یک هنری از وزارت فرهنگ و ارشاد اسلامی است، نگارش چندین رمان، فیلمنامه سینمایی و سریال‌های تلویزیونی و نیز کارگردانی چندین فیلم و سریال تلویزیونی را در کارنامه خود دارد. در عین حال بیش از پنج سال مدیریت ادبی و هنری در سازمان فرهنگی و هنری شهرداری تهران از دیگر فعالیت‌های کرمیار در عرصه‌های فرهنگی به شمار می‌رود.

## موضوع
پیکرهٔ اصلی نامیرا، جریان پیوستن مردی از قبیلهٔ بنی کلب به نام عبدالله بن عمیر به سپاه حسین بن علی است.صادق کرمیار ایده‌ی نوشتن کتاب را تفکر درباره‌ی عبدالله بن عمیر و چرایی واقعه‌ی کوفه می‌داند. عبدالله بن عمیرکه از ابتدا معتقد بود کوفیان بد عهدند و به همین دلیل نامه‌ای به «امام حسین(ع)» نوشت، هرچند در جدال میان حق و باطل در ذهن خودش در نهایت به یاری امام زمانه‌اش در کربلا رفت.
اما بر سر بقیه‌ی کوفیان چه آمد؟ آن‌هایی که طومارهای بلند نوشتند و نوه‌ی رسول خدا را به کوفه دعوت کردند. آن‌هایی که قول بیعت دادند و حرف از براندازی حکومت ظالمانه‌ی «بنی امیه» و «یزید بن معاویه» زدند. این موضوع که چرا کوفیان به جای بیعت، شمشیرهای شقاوت را انتخاب کردند رازی در دل خود دارد. نویسنده‌ی نامیرا این راز را در محاسبه‌گری می‌داند. چکیده‌ی حرف او این است که آنانی که از ابتدا در کوفه برای امام حسین(ع) نامه نوشتند، هدفشان دفاع از حق نبود. بسیاری منافعشان به خطر افتاده بود و بسیاری هم از امویان کینه به دل داشتند. به همین دلیل وقتی بعضی تطمیع و بعضی دیگر تهدید می‌شوند به سپاه مخالف می‌پیوندند و  در برابر مهمانی که دعوت کرده‌اند، می‌ایستند و روز عاشورا دستشان را به خون او و خانواده‌اش آلوده می‌کنند.  این کتاب روایت ساده‌ای است که از اوضاع کوفه شروع شده و به واقعهٔ کربلا می‌رسد.
بیان نامیرا روان و به زبان امروزی است به طوری که صمیمیتی را ایجاد کرده که مخاطب را به خود جذب می‌کند. نویسنده برای روایت داستان، از سوم شخص مفرد یا همان دانای کل استفاده کرده است.
در بخشی از کتاب نامیرا می‌خوانیم:
ام‌ربیع بر سکوی کنار تنور نشسته بود و گندم در هاون می‌کوبید. لحظه‌ای بعد، دست از کار کشید و رو به پنجره‌ی اتاقی کرد که ربیع و سلیمه با یکدیگر گفت و گو می‌کردند. او تنها ربیع را دید که پشت به پنجره ایستاده بود و سلیمه را ندید که در گوشه‌ی اتاق پای صندوقچه‌ای نشسته بود و لباس‌های ربیع را مرتب می‌کرد. بعد در صندوقچه را گذاشت. ربیع ایستاده بود و در حالی‌که ردا به تن می‌کرد، به سخنان سلیمه گوش می‌داد که می‌گفت: «هر وقت پدرم خشمگین می‌شد، من لباس رزم به تن می‌کردم و او از هیبت پسرانه‌ی من لذت می‌برد و خشمش فروکش می‌کرد. او که شمشیر زنی و اسب سواری به من می‌آموخت، همواره کینه‌ی شامیان را در دلم می‌کاشت. من از دختر بودن خود شرمنده و نفرت‌زده بودم و هر وقت دلم می‌گرفت به خانه‌ی عمه‌ام، که همسر هانی بن عروه است، می‌رفتم و به تلافی رفتار پدرم، از اهل شام و معاویه به نیکی یاد می‌کردم. هانی هم لبخندی می‌زد و مرا آرام می‌کرد. بعد از معاویه و خاندانش می‌گفت و از علی و پسرانس، از عمار یاسر و حجر بن عدی، از ابوذر و مالک اشتر ... و من دریافتم که خاندان امیه چگونه با نیرنگ و فریب بر مسلمانان مسلط شدند و هرگز به دین رسول خدا عمل نکردند.»
ربیع آرام به او نزدیک شد و به کنایه سخن گفت:«از هانی نپرسیدی که چرا مسلمانان خون یکدیگر را می‌ریزند تا دین رسول خدا را یاری کرده‌باشند؟! در حالی‌که رسول خدا جز با مشرکان و کفار نمی‌جنگید؟!»
سلیمه انتظار چنین سخنی را از ربیع داشت و پیدا بود پیش‌ از ‌این نیز با یکدیگر بسیار گفتگو کرده بودند. خونسرد سر بلند کرد و به ربیع نگریست و گفت: «پرسیدم!»
اما ربیع انتظار این پاسخ را نداشت. پرسید:
«خب چه گفت؟»
«گفت بنی‌امیه از دین خدا بهره نمی‌گیرند، مگر آنچه آن‌ها را به دنیا نزدیک می‌کند. آن‌ها در عمل فرمان خدا را بر خود مشتبه می‌سازند تا عذری برای گناهان‌شان داشته باشند.»

## جوایز
نامیرا در سال ۱۳۸۹ در دوره سوم جایزه ادبی جلال آل‌احمد که گرانترین جایزه ادبی ایران محسوب می‌شود کتاب شایسته تقدیر شناخته شده است. همچنین این کتاب اثر برگزیده چهارمین جشنوارهٔ «کتاب دین و پژوهش‌های برتر» معرفی شد.
بنابر گزارش خبرگزاری مهر، چهارمین دورهٔ پویش مطالعاتی روشنا با رمان نامیرا نوشتهٔ صادق کرمیار آغاز به کار کرد.
کتاب نامیرا در بیست و هشتمین دوره جایزه کتاب سال جمهوری اسلامی ایران در سال ۱۳۸۹ شایسته تقدیر شناخته شد.
بخش‌هایی از این کتاب طی یک تیزر تلویزیونی و در قالب پویانمایی با نام نامیرا منتشر گردید. این پویا نمایی توسط آتلیه طراحی نشر معارف تهیه شده و در تمامی سینماهای کشور و پیش از نمایش فیلم به نمایش گذاشته شد.
همچنین این کتاب تاکنون (۱۳۹۹) ۳۳ بار تجدید چاپ شده است.